# Marino Rahmberg
Marino Lars Richard Rahmberg (* 7. August 1974 in Örebro) ist ein ehemaliger schwedischer Fußballspieler. Mittlerweile ist er als Manager bei Örebro SK tätig.

## Werdegang
Rahmberg spielte in der Jugend bei BK Forward. 1995 wechselte er nach Dänemark zu Lyngby FC, wo er sich jedoch nicht durchsetzen konnte. Daher kehrte er bereits im folgenden Jahr nach Schweden zurück. Bei Degerfors IF eroberte er sich einen Stammplatz und lenkte durch 13 Saisontore die Aufmerksamkeit ausländischer Vereine auf sich. Im Januar 1997 wechselte Rahmberg auf Leihbasis zum englischen Erstligisten Derby County, bei dem die Stürmer Ashley Ward und Marco Gabbiadini verletzungsbedingt ausfielen. Der Verein bot im Falle, dass er sich durchsetzen könne, einen Dreijahresvertrag an. Jedoch gelang es ihm auch bei seiner zweiten Auslandsstation nicht zu überzeugen und er lief nur einmal für den Verein auf. Nach zehn Wochen kehrte er wieder zu DIF zurück, wo er zwar erneut regelmäßig zum Einsatz kam, jedoch nicht an seine frühere Treffsicherheit anknüpfen konnte.
Im Januar 1998 wurde Rahmberg dennoch von AIK unter Vertrag genommen. Jedoch konnte er sich auf Dauer beim Klub aus Solna keinen Stammplatz erkämpfen. Nach anderthalb Jahren, in denen er 1998 schwedischer Meister wurde und 1999 zum Gewinn des schwedischen Pokals beitrug, wechselte er nach Norwegen zu Raufoss IL. Dieses Mal gelang ihm im Ausland der Durchbruch und in vier Jahren gehörte er regelmäßig zu den besten Torschützen der Liga. Im Sommer 2002 kehrte er abermals nach Schweden zurück und stand noch anderthalb Jahre bei IFK Göteborg unter Vertrag, kam aber nur sporadisch zum Einsatz. 2003 beendete er wegen Rückenproblemen seine Karriere. 2007 spielte er noch einmal eine Saison für den Amateurklub Mellringe Eker IF.
Rahmberg debütierte am 9. Februar 1997 im Rahmen des King’s Cup in der schwedischen Nationalmannschaft, als in Bangkok Rumänien mit 2:0 besiegt wurde. Im Rahmen des Turniers kam er noch in drei weiteren Partien zum Einsatz, konnte sich aber nicht in die Torschützenliste eintragen. Der 3:1-Finalsieg über die thailändische Auswahl am 16. Februar war sein letzter Länderspieleinsatz.
Nach seinem Karriereende 2003 wechselte Rahmberg ins Management von IFK Göteborg. Nach zwei Jahren wechselte er als Manager zu Örebro SK.